# American Civil War: From Sumter to Appomattox
American Civil War: From Sumter to Appomattox (Nội chiến Mỹ: Từ Sumter đến Appomattox)  là trò chơi điện tử thuộc thể loại wargame chiến lược lấy bối cảnh Nội chiến Hoa Kỳ do studio Adanac Command Systems của Mỹ phát triển và được hãng Interactive Magic phát hành cho hệ điều hành Windows vào năm 1996.

## Lối chơi
American Civil War: From Sumter to Appomattox mô phỏng Nội chiến ở quy mô chiến lược với nhiều tùy chọn về mặt số liệu chiến trường trong game. Người chơi được quyền điều khiển các đơn vị quân đại diện cho sư đoàn, quân đoàn hoặc binh đoàn trên bản đồ nước Mỹ vào giữa thế kỷ XIX. Đơn vị quân thu nhận điểm kinh nghiệm khi lâm chiến, nhờ vậy mà những tân binh thiếu kinh nghiệm thực chiến dần dần biến đổi thành cựu binh lão luyện qua nhiều lần giao tranh với quân thù. Ngoài ra, tướng lĩnh lãnh đạo đơn vị quân sở hữu các đặc điểm cụ thể - chẳng hạn như thói hiếu chiến, niềm cảm hứng, sự chủ động và tính chiến thuật - đều ảnh hưởng nhất định đến hành vi và hiệu quả của cả đạo quân dưới quyền mình.

## Phát triển
Interactive Magic và Adanac Command Systems cùng nhau hợp tác làm American Civil War: From Sumter to Appomattox, bắt nguồn từ tựa game đặt hàng qua thư trước đó của Adanac mang tên The Road from Sumter to Appomattox II. Ban đầu trò chơi này dự tính phát hành vào tháng 5. Vào giữa tháng 5 năm 1996, Interactive Magic đã xác nhận ngày ra mắt game là vào tháng 6. Đồng thiết kế game Brian Davis giải thích rằng "tiền đề cốt lõi của trò chơi này là bạn có thể kiểm soát phe miền Nam, giành chiến thắng trước vận may không thể vượt qua nổi và làm thay đổi tiến trình lịch sử một cách hiệu quả." Tạp chí Edge lưu ý rằng American Civil War là tựa game duy nhất được Interactive Magic phát hành vào thời điểm đó cố tránh việc sử dụng đồ họa 3D.

## Đón nhận
Tạp chí Next Generation đã đánh giá phiên bản PC của trò chơi này, chấm bốn trong số năm sao và tuyên bố rằng "Trong lúc nản lòng trước thử thách về mặt lịch sử (hoặc mang tính thống kê), American Civil War là tựa game mô phỏng chiến thuật được thiết kế khá tốt về một trong những cuộc xung đột đẫm máu nhất trong Lịch sử nước Mỹ. Các chuyên gia về Nội chiến sẽ cảm thấy khó mà cưỡng lại nổi trò chơi này". Computer Games Strategy Plus cũng khẳng định tương tự: "nếu bạn có hứng thú với việc mô phỏng các khía cạnh chiến lược về cuộc chiến tranh giữa các bang hoặc nếu bạn có hứng thú về lịch sử trong cuộc xung đột đó, American Civil War xứng đáng có một vị trí trong ổ cứng của bạn", Jeff Lackey của tạp chí lập luận. Tuy vậy, lúc viết bài cho PC Games, Andrew Miller đã bị trò chơi này làm cho thất vọng. Ông kết luận, "Tôi thích nền chính trị của việc điều hành một đất nước và chiến tranh giống như người kế tiếp, nhưng sau cùng, chiến tranh là về mảng chiến đấu, và sự vắng mặt của nó khiến tôi khao khát hơn nữa".